# Eva Pfisterer
Eva Pfisterer (* 21. November 1952 in Linz) ist eine österreichische Wirtschaftsjournalistin.

## Leben
Nach dem Studium der Volkswirtschaftslehre, Politikwissenschaft und Publizistik in Linz, Salzburg, Berlin und Wien und ihrem Abschluss als Magister sowie mehreren Auslandsaufenthalten war sie ab 1979 freie Mitarbeiterin des ORF und von 1980 bis 1987 Wirtschaftsredakteurin der Arbeiter-Zeitung.
Von 1987 bis 2010 war Pfisterer Wirtschaftsredakteurin beim ORF und verantwortlich für Nachrichtensendungen und Fernsehdiskussionen zu Wirtschaftsthemen. Fernsehdokumentationen von ihr wurden auch vom Bayerischen Rundfunk und von 3sat gesendet.
Eva Pfisterer ist Autorin, Mitautorin und Herausgeberin verschiedener wirtschaftspolitischer und philosophischer Bücher, berichtete auch über das Erlebnis der Geburt ihres Sohnes.
2006 erhielt sie gemeinsam mit Michael Csoklich den Horst-Knapp-Preis der Bank Austria Creditanstalt.

## Publikationen (Auswahl)
- Die ersten Reaktionen politischen Denkens auf die ökologische Krise. Linz, Univ., Dipl.-Arb., 1977, ONB.
- mit Susanne Mauss (Bearb.): Erlebnis sanfte Geburt. Erfahrungen von Müttern und Vätern. Photoessay von Christine de Grancy. Vorwort von Michel Odent. Edition S / Verlag Österreich, Wien 1994, ISBN 3-7046-0457-7.
- Glück durch Bildung – Eine persönliche Annäherung. In: Roman Gepp, Wolfgang Müller-Funk, Eva Pfisterer (Hrsg.): Bildung zwischen Luxus und Notwendigkeit (= Schriftenreihe der Waldviertel-Akademie. Band 1). Lit, Wien / Münster 2006, ISBN 3-8258-9360-X, S. 213–222.